# Ot
|  | Per a altres significats, vegeu «Otó». |

Ot és un nom propi masculí. El femení és Oda. De fet, és una variant d'Otó, que deriva del llatí Othon, derivat del germànic Odo, audo, 'riquesa' o potser, en alguns casos, variant d'Odí. L'onomàstica se celebra el 7 de juliol (Sant Ot d'Urgell) i el 18 de novembre (Ot abat).
Personatges famosos amb el nom d'Ot són:
- Ot Pi, cinc vegades campió del món de bicicleta en la modalitat de trial.
- Ot el Bruixot, personatge de còmics del dibuixant Picanyol publicat a la revista Cavall Fort.
- Penó de Sant Ot.